# Kupán Pál
Kupán Pál (Marosvásárhely, 1968. szeptember 29. –) erdélyi magyar matematikus, egyetemi oktató.

## Életpályája
Matematika szakot végzett a kolozsvári Babeș–Bolyai Tudományegyetemen. Ugyanott doktorált numerikus matematikából 2009-ben. 1996–1998 között középiskolai tanár Marosvásárhelyen. 1998–2003 között tanársegéd a Dimitrie Cantemir Egyetemen,  2003-tól pedig a Sapientia Erdélyi Magyar Tudományegyetem marosvásárhelyi karán. 2004-től adjunktus, 2014-től docens ugyanott.

## Munkássága
Kutatási területei: numerikus módszerek, függvényközelítés, valószínűségszámítás. Kupán Aurel Pál néven publikál.

### Könyvei
- Minuţ, P., Kupán, A. P.: Cercetări operaţionale, Ed. Dimitrie Cantemir Tg. Mureş, 2001.
- Kupán Pál : Lineáris algebra és alkalmazásai, Scientia Kiadó, Kolozsvár, 2019.

### Válogatott cikkei
- Faraci, F., Iannizzotto, A., Kupán, A.P., Varga, Cs.: Existence and Multiplicity Results for Hemivariational Inequalities with two Parameters, Nonlinear Analysis, Methods and Applications, 67/9, (2007), 2654–2669.
- Varga, Cs., Kupán, A.P., Székely, I.: Multiple solutions for a class of parametrized elliptic problems with singular and sublinear potentials, Analele Universităţii de Vest, Timişoara, Seria Matematica-Informatica, (2007), XLV/2, 231–242.
- Kupán, A.P.: Monotone interpolant built with slopes obtained by linear combination, Studia Univ. Babeş-Bolyai, Math. (2008), LIII/2, 59–66.
- Kupán, A.P.: Shape preserving quadratic interpolation at Greville abscissae, Creative Mathematics and Informatics, (2008), 17/2, 56–66.
- Szász, R., Kupán, A.P.: About the univalence of the Bessel functions, Studia Univ. Babeş–Bolyai, Math. (2009), LIV/1, 127–132.
- Kupán, A.P.: Monotone spline interpolation using function sequences, Proceedings of "miroCAD 2006" International Sci. Conf., Miskolc, Section G, (2006), 71–78.